# Segunda División de España 1992-93
La temporada 1992–93 de la Segunda División de España de fútbol corresponde a la 62.ª edición del campeonato y se disputó entre el 5 de septiembre de 1992 y el 20 de junio de 1993 en su fase regular. Posteriormente se disputó la promoción de ascenso entre el 23 de junio y el 30 de junio
El campeón de Segunda División fue la UE Lleida.

## Sistema de competición
La Segunda División de España 1992/93 fue organizada por la Liga de Fútbol Profesional (LFP).
El campeonato contó con la participación de 20 clubes y se disputó siguiendo un sistema de liga, de modo que todos los equipos se enfrentaron entre sí, todos contra todos en dos ocasiones -una en campo propio y otra en campo contrario- sumando un total de 38 jornadas. El orden de los encuentros se decidió por sorteo antes de empezar la competición.
Los dos primeros clasificados ascendieron directamente a Primera División, mientras que el tercer y cuarto clasificado disputaron la promoción de ascenso ante el decimoséptimo y decimoctavo clasificado de la máxima categoría en eliminatorias directas a doble partido.
Los cuatro últimos clasificados descendieron directamente a Segunda División B.

## Clubes participantes
| Datos de ascensos y descensos con respecto a la temporada anterior |
| --- |
| Real Valladolid y RCD Mallorca descienden de Primera División. RC Celta de Vigo y AD Rayo Vallecano ascienden a Primera División. Real Avilés Industrial y UD Las Palmas descienden a Segunda División B. También desciende el Real Murcia CF por motivos económicos. El CD Málaga también desciende pero desaparece. CD Badajoz, CD Lugo, Atlético Marbella y Villarreal CF ascienden a Segunda División. |

Tomaron parte en la competición veinte equipos.
A partir de esta temporada, todos los clubes participantes en Segunda División, al igual que en Primera, son Sociedades Anónimas Deportivas (SAD), en aplicación de la Ley 10/1990 aprobada por el Gobierno español. Antes de iniciarse la competición, el Real Murcia CF, que fue el único club que no pudo completar su conversión a SAD, fue descendido administrativamente. Para cubrir su plaza se repescó al Sestao SC, descendido la temporada anterior.

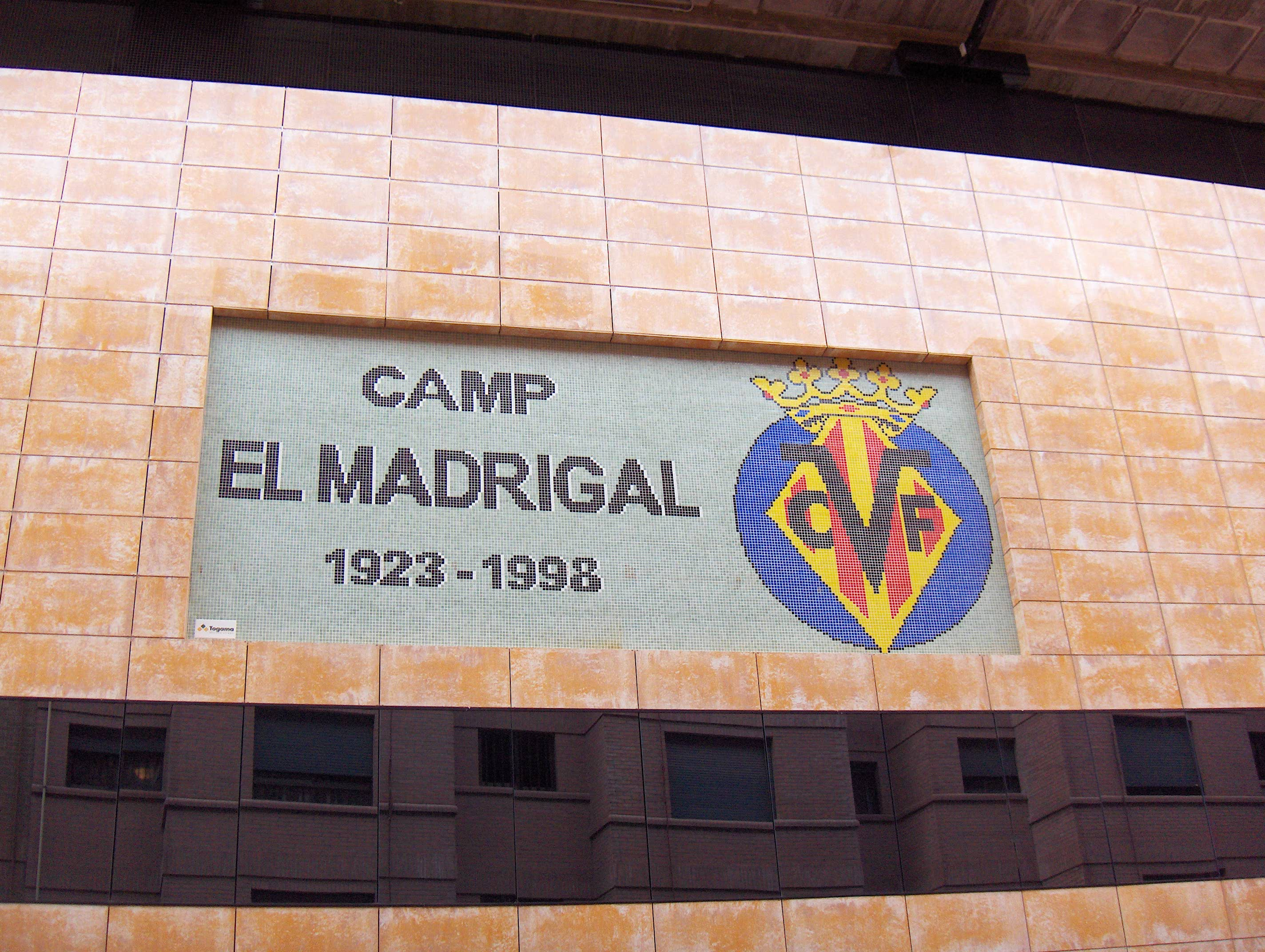
El Villarreal CF regresó a Segunda División 21 años después.

| Equipo                                | Ciudad                 | Estadio               |
| ------------------------------------- | ---------------------- | --------------------- |
| Athletic Club "B"                     | Bilbao                 | San Mamés             |
| Club Deportivo Badajoz                | Badajoz                | El Vivero             |
| Fútbol Club Barcelona "B"             | Barcelona              | Mini Estadi           |
| Real Betis Balompié                   | Sevilla                | Benito Villamarín     |
| Club Deportivo Castellón              | Castellón              | Nuevo Castalia        |
| Sociedad Deportiva Compostela         | Santiago de Compostela | Santa Isabel          |
| Sociedad Deportiva Eibar              | Éibar                  | Ipurúa                |
| Unió Esportiva Figueres               | Figueras               | Vilatenim             |
| Club Deportivo Lugo                   | Lugo                   | Ángel Carro           |
| Unió Esportiva Lleida                 | Lérida                 | Camp d'Esports        |
| Real Madrid Club de Fútbol "B"        | Madrid                 | Ciudad Deportiva      |
| Real Club Deportivo Mallorca          | Palma de Mallorca      | Luis Sitjar           |
| Club Atlético Marbella                | Marbella               | Municipal de Marbella |
| Club Polideportivo Mérida             | Mérida                 | Municipal de Mérida   |
| Palamós Club de Futbol                | Palamós                | Nou Municipal         |
| Real Racing Club de Santander         | Santander              | El Sardinero          |
| Centre d'Esports Sabadell Futbol Club | Sabadell               | Nova Creu Alta        |
| Sestao Sport Club                     | Sestao                 | Las Llanas            |
| Real Valladolid                       | Valladolid             | Nuevo José Zorrilla   |
| Villarreal Club de Fútbol             | Villarreal             | El Madrigal           |

## Clasificación
| Pos. | Equipo                   | Pts. | PJ | G  | E  | P  | GF | GC | Dif. | Clasificación                 |
| ---- | ------------------------ | ---- | -- | -- | -- | -- | -- | -- | ---- | ----------------------------- |
| 1    | U. E. Lleida (C, A)      | 57   | 38 | 23 | 11 | 4  | 56 | 20 | +36  | Ascenso a Primera División    |
| 2    | Real Valladolid (A)      | 52   | 38 | 20 | 12 | 6  | 50 | 30 | +20  | Ascenso a Primera División    |
| 3    | Racing de Santander (A)  | 52   | 38 | 23 | 6  | 9  | 56 | 38 | +18  | Acceso a Promoción de ascenso |
| 4    | R. C. D. Mallorca        | 50   | 38 | 21 | 8  | 9  | 57 | 34 | +23  | Acceso a Promoción de ascenso |
| 5    | Real Betis               | 43   | 38 | 16 | 11 | 11 | 49 | 33 | +16  |                               |
| 6    | Real Madrid C. F. "B"    | 42   | 38 | 15 | 12 | 11 | 57 | 41 | +16  |                               |
| 7    | Atlético Marbella        | 42   | 38 | 17 | 8  | 13 | 45 | 41 | +4   |                               |
| 8    | F. C. Barcelona "B"      | 39   | 38 | 15 | 9  | 14 | 59 | 55 | +4   |                               |
| 9    | Mérida C. P.             | 39   | 38 | 13 | 13 | 12 | 43 | 42 | +1   |                               |
| 10   | C. D. Castellón          | 36   | 38 | 13 | 10 | 15 | 40 | 45 | −5   |                               |
| 11   | C. D. Badajoz            | 36   | 38 | 14 | 8  | 16 | 37 | 36 | +1   |                               |
| 12   | S. D. Compostela         | 35   | 38 | 10 | 15 | 13 | 35 | 39 | −4   |                               |
| 13   | Villarreal C. F.         | 34   | 38 | 13 | 8  | 17 | 38 | 51 | −13  |                               |
| 14   | Palamós C. F.            | 33   | 38 | 12 | 9  | 17 | 33 | 50 | −17  |                               |
| 15   | Athletic Club "B"        | 33   | 38 | 9  | 15 | 14 | 33 | 34 | −1   |                               |
| 16   | S. D. Eibar              | 32   | 38 | 10 | 12 | 16 | 33 | 44 | −11  |                               |
| 17   | U. E. Figueres (D)       | 32   | 38 | 11 | 10 | 17 | 41 | 59 | −18  | Descenso a Segunda División B |
| 18   | C. D. Lugo (D)           | 25   | 38 | 7  | 11 | 20 | 23 | 41 | −18  | Descenso a Segunda División B |
| 19   | Sestao S. C. (D)         | 24   | 38 | 7  | 10 | 21 | 29 | 54 | −25  | Descenso a Segunda División B |
| 20   | C. E. Sabadell F. C. (D) | 24   | 38 | 8  | 8  | 22 | 30 | 57 | −27  | Descenso a Segunda División B |

 Fuente: BDFútbol
Criterios de clasificación: Puntos · Enfrentamientos directos · Diferencia de goles · Goles a favor · Play-off
Notas:
1. ↑  Posteriormente el C. E. Sabadell F. C. fue descendido administrativamente a Tercera División por motivos económicos.

## Resultados
| Local \ Visitante     | ATH | BAD | BAR | BET | CAS | COM | EIB | FIG | LLE | LUG | MLL | MAR | MER | PAL | RAC | RMA | SAB | SES | VLD | VIL |
| --------------------- | --- | --- | --- | --- | --- | --- | --- | --- | --- | --- | --- | --- | --- | --- | --- | --- | --- | --- | --- | --- |
| Athletic Club "B"     | —   | 0–1 | 1–1 | 0–0 | 2–0 | 2–2 | 4–0 | 1–0 | 0–0 | 3–1 | 3–0 | 0–1 | 1–3 | 0–0 | 1–1 | 0–1 | 0–0 | 0–0 | 0–0 | 2–2 |
| C. D. Badajoz         | 0–1 | —   | 0–1 | 2–0 | 1–1 | 1–0 | 2–0 | 7–1 | 1–2 | 0–1 | 2–2 | 1–1 | 1–0 | 0–0 | 1–1 | 1–2 | 0–2 | 2–1 | 0–1 | 0–0 |
| F. C. Barcelona "B"   | 1–3 | 1–2 | —   | 2–2 | 2–0 | 0–2 | 0–0 | 1–1 | 1–1 | 1–0 | 1–2 | 1–0 | 1–1 | 6–1 | 2–1 | 2–2 | 3–0 | 2–1 | 1–1 | 8–1 |
| Real Betis            | 1–1 | 2–0 | 0–2 | —   | 1–1 | 3–0 | 0–1 | 0–1 | 0–0 | 1–0 | 1–2 | 2–1 | 2–2 | 2–2 | 1–0 | 1–0 | 2–0 | 4–0 | 2–2 | 2–0 |
| C. D. Castellón       | 2–1 | 2–1 | 0–2 | 0–2 | —   | 1–0 | 2–0 | 4–1 | 0–2 | 2–0 | 2–1 | 1–1 | 0–1 | 3–0 | 0–0 | 1–0 | 4–0 | 1–1 | 1–2 | 0–1 |
| S. D. Compostela      | 1–1 | 1–1 | 4–1 | 2–1 | 0–0 | —   | 1–3 | 1–0 | 0–3 | 0–0 | 0–2 | 0–0 | 0–0 | 2–0 | 0–1 | 0–3 | 2–0 | 2–0 | 3–0 | 1–1 |
| S. D. Eibar           | 0–0 | 2–2 | 2–0 | 2–1 | 0–2 | 1–1 | —   | 2–2 | 1–0 | 2–1 | 0–1 | 0–1 | 1–2 | 2–1 | 0–1 | 2–1 | 0–0 | 0–1 | 1–2 | 4–2 |
| U. E. Figueres        | 0–0 | 1–3 | 2–1 | 0–3 | 2–0 | 2–2 | 1–1 | —   | 0–0 | 1–0 | 1–1 | 4–1 | 2–1 | 2–0 | 1–2 | 1–2 | 3–0 | 1–2 | 1–0 | 0–1 |
| U. E. Lleida          | 1–0 | 3–0 | 1–0 | 1–0 | 2–1 | 1–0 | 3–1 | 1–1 | —   | 4–0 | 2–2 | 1–0 | 1–1 | 3–0 | 3–0 | 0–2 | 3–0 | 1–0 | 1–2 | 1–0 |
| C. D. Lugo            | 1–0 | 0–2 | 0–2 | 0–0 | 0–1 | 1–1 | 0–0 | 2–0 | 0–0 | —   | 1–1 | 1–0 | 0–0 | 2–3 | 3–0 | 1–2 | 2–0 | 0–0 | 0–0 | 0–0 |
| R. C. D. Mallorca     | 1–0 | 1–0 | 4–0 | 1–1 | 3–1 | 2–0 | 1–0 | 4–0 | 0–2 | 2–0 | —   | 2–0 | 1–0 | 2–1 | 2–0 | 1–1 | 3–1 | 3–1 | 0–0 | 0–1 |
| Atlético Marbella     | 1–0 | 1–0 | 3–1 | 1–3 | 1–1 | 2–1 | 0–0 | 2–1 | 1–1 | 2–1 | 1–0 | —   | 2–1 | 2–0 | 1–3 | 0–3 | 4–1 | 3–0 | 4–1 | 2–0 |
| Mérida C. P.          | 0–2 | 1–0 | 1–3 | 0–0 | 5–3 | 0–0 | 2–1 | 1–1 | 0–2 | 1–0 | 0–0 | 3–0 | —   | 1–0 | 2–3 | 1–1 | 1–0 | 0–0 | 0–0 | 2–1 |
| Palamós C. F.         | 2–0 | 0–1 | 0–2 | 2–0 | 0–0 | 1–0 | 0–1 | 1–0 | 0–0 | 1–0 | 1–3 | 2–2 | 1–0 | —   | 1–2 | 3–2 | 1–0 | 1–0 | 1–2 | 1–0 |
| Racing de Santander   | 0–1 | 2–0 | 3–2 | 1–0 | 5–1 | 2–0 | 2–0 | 3–1 | 0–2 | 3–2 | 1–0 | 1–0 | 3–1 | 0–0 | —   | 3–1 | 1–0 | 1–0 | 2–1 | 3–1 |
| Real Madrid C. F. "B" | 1–1 | 0–1 | 2–1 | 0–2 | 3–0 | 2–2 | 1–1 | 2–3 | 0–1 | 1–0 | 4–1 | 2–0 | 2–2 | 1–1 | 0–0 | —   | 2–2 | 3–0 | 1–1 | 1–0 |
| C. E. Sabadell F. C.  | 1–0 | 1–1 | 4–0 | 1–3 | 0–1 | 0–1 | 0–0 | 1–1 | 2–0 | 1–0 | 3–2 | 0–0 | 0–3 | 1–2 | 3–4 | 2–1 | —   | 1–2 | 0–0 | 2–0 |
| Sestao S. C.          | 2–0 | 0–1 | 0–1 | 0–2 | 0–0 | 0–0 | 2–2 | 3–1 | 2–2 | 1–2 | 0–1 | 1–2 | 1–2 | 3–1 | 0–0 | 0–4 | 2–1 | —   | 1–2 | 1–3 |
| Real Valladolid       | 4–1 | 1–0 | 3–0 | 2–0 | 1–0 | 1–1 | 1–0 | 3–0 | 0–1 | 0–0 | 2–1 | 1–0 | 4–1 | 2–1 | 2–1 | 3–1 | 1–0 | 1–1 | —   | 0–0 |
| Villarreal C. F.      | 2–1 | 0–1 | 4–1 | 1–2 | 1–1 | 0–2 | 1–0 | 0–1 | 2–4 | 3–1 | 0–2 | 0–2 | 2–1 | 1–1 | 2–0 | 0–0 | 2–0 | 1–0 | 2–1 | —   |

## Promoción de ascenso
En la promoción de ascenso jugaron Racing de Santander y RCD Mallorca como tercer y cuarto clasificado de Segunda División. Sus rivales fueron Albacete Balompié y RCD Español como decimoséptimo y decimoctavo clasificado de Primera División.
La promoción se jugó a doble partido a ida y vuelta con los siguientes resultados:
| 23 de junio de 1993 | RCD Español | 0:1     | Racing de Santander | Estadio de Sarriá, Barcelona                                      |                                                                   |
|                     |             | Reporte | Pineda 48'          | Asistencia: 15.000 espectadores Árbitro(s): Díaz Vega (Asturiano) | Asistencia: 15.000 espectadores Árbitro(s): Díaz Vega (Asturiano) |

| 29 de junio de 1993 | Racing de Santander | 0:0     | RCD Español | Campos de Sport de El Sardinero, Santander                        |                                                                   |
|                     |                     | Reporte |             | Asistencia: 33.000 espectadores Árbitro(s): López Nieto (Andaluz) | Asistencia: 33.000 espectadores Árbitro(s): López Nieto (Andaluz) |

| Asciende a Primera División Racing de Santander |

| 23 de junio de 1993 | RCD Mallorca  | 1:3     | Albacete Balompié                    | Estadio Lluís Sitjar, Palma de Mallorca                               |                                                                       |
|                     | Milojevic 61' | Reporte | Menéndez 28' Pinilla 44' Antonio 59' | Asistencia: 28.000 espectadores Árbitro(s): García Aranda (Madrileño) | Asistencia: 28.000 espectadores Árbitro(s): García Aranda (Madrileño) |

| 30 de junio de 1993 | Albacete Balompié | 1:2     | RCD Mallorca                    | Estadio Carlos Belmonte, Albacete                                   |                                                                     |
|                     | Antonio 45'       | Reporte | Luis Delgado 14' Bogdanovic 21' | Asistencia: 15.000 espectadores Árbitro(s): Brito Arceo (Tinerfeño) | Asistencia: 15.000 espectadores Árbitro(s): Brito Arceo (Tinerfeño) |

| Permanece en Primera División Albacete Balompié |

## Máximos goleadores (Trofeo Pichichi)
El joven goleador Thomas Christiansen se convirtió en la gran revelación de la temporada, llegando incluso a debutar con la selección española, pero no pudo conseguir el Trofeo Pichichi. El delantero hispano-danés comandó la tabla de máximos realizadores hasta que, en la segunda vuelta, el FC Barcelona lo cedió al Sporting de Gijón. Lo aprovechó el Toro Aquino, que logró el primer Pichichi de su carrera, el primero, también, logrado por un futbolista del CP Mérida.
| Pos. | Jugador               | Equipo          | Goles |
| ---- | --------------------- | --------------- | ----- |
| 1º   | Daniel Toribio Aquino | CP Mérida       | 19    |
| 2º   | Rafa Pozo             | CD Badajoz      | 16    |
| 3º   | Alberto López         | Real Valladolid | 15    |
| 4º   | José Antonio Ballina  | Palamós CF      | 14    |
|      | Thomas Christiansen   | FC Barcelona B  | 14    |
|      | Pepe Gálvez           | RCD Mallorca    | 14    |
|      | Goran Milojević       | RCD Mallorca    | 14    |
|      | Vlada Stošić          | RCD Mallorca    | 14    |
| 9º   | Pedro Alcañiz         | Villarreal CF   | 13    |
| 10º  | Vicente Borge         | CE Sabadell     | 12    |
|      | Xabi Gracia           | UE Lleida       | 12    |

## Otros premios

### Trofeo Zamora
Con 33 años, el veterano Mauro Ravnić se convirtió en uno de los puntales del campeón de Segunda, la UE Lleida. Ravnić encajó un gol cada dos partidos, el mejor promedio de la historia del Trofeo Zamora. 
Para optar a este premio del Diario Marca fue necesario disputar 60 minutos en, como mínimo, 28 partidos.
| Pos. | Jugador          | Equipo                 | Goles | Partidos | Promedio |
| ---- | ---------------- | ---------------------- | ----- | -------- | -------- |
| 1º   | Mauro Ravnić     | UE Lleida              | 19    | 38       | 0,50     |
| 2º   | Ángel Lozano     | Real Valladolid        | 30    | 38       | 0,78     |
| 3º   | Pablo Manzano    | Club Deportivo Badajoz | 24    | 19       | 0,82     |
| 4º   | Aitor Iru        | Athletic B             | 31    | 37       | 0,83     |
| 5º   | José Luis Diezma | Real Betis             | 33    | 37       | 0,89     |

### Trofeo Guruceta
El Diario Marca creó esta temporada este galardón, tras varios años entregándolo a los mejores árbitros de Primera División.
| Pos | Árbitro (colegio)              | Puntos | Partidos | Coeficiente |
| --- | ------------------------------ | ------ | -------- | ----------- |
| 1º  | Antonio Navarrete Reyes        | 19     | 12       | 1,58        |
| 2º  | José Japón Sevilla             | 20     | 13       | 1,54        |
|     | César Luis Barrenechea Montero | 20     | 13       | 1,54        |

### Premios Don Balón
- Mejor jugador / Número 1 Ranking Don Balón: Txema Alonso (UE Lleida)
- Mejor jugador español:  Txema Alonso (UE Lleida)
- Mejor jugador extranjero:  Mauro Ravnić (UE Lleida)

## Resumen
Campeón de Segunda División:
| - Unió Esportiva Lleida |

Ascienden a Primera División:
| - Unió Esportiva Lleida | - Real Valladolid | - Real Racing Club de Santander |

Descienden a Segunda División B: 
| - Unió Esportiva Figueres | - Club Deportivo Lugo | - Sestao Sport Club |

Desciende a Tercera División: 
| - Centre d'Esports Sabadell Futbol Club |